# Ghế đúc khối

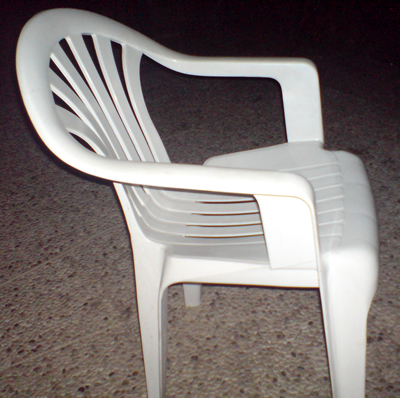
Một ghế đúc khối

Ghế đúc liền/ nguyên khối, ghế monobloc, tên thông thường ghế nhựa/ plastic, là một loại ghế được làm bằng nhựa polypropylene nhẹ có thể xếp chồng lên nhau, thường có màu trắng. Đây là loại ghế nhựa phổ biến nhất thế giới. Cái tên này xuất phát từ mono- - ("một") và bloc ("khối"), có nghĩa là một vật thể được đúc thành một khối/mảnh duy nhất.

## Lịch sử
Dựa trên thiết kế ban đầu của nhà thiết kế người Canada DC Simpson vào năm 1946, các biến thể của ghế nhựa đúc khối đã được Allibert Group và Grosfillex Group sản xuất vào những năm 1970. Chúng được lấy cảm hứng từ thiết kế Chair Universal 4867 của Joe Colombo vào năm 1965, nhưng không có bằng sáng chế nào được nộp cho thiết kế ghế monobloc. Do đó, một số lượng ghế rất lớn đã được sản xuất khắp thế giới. Ghế được đúc/ ép từ nhựa nhiệt dẻo thành một khối chứ không phải được lắp ráp từ nhiều khối. Có nhiều biến thể và phong cách tồn tại nhưng tất cả đều được thiết kế để cho phép sản xuất ghế một cách nhanh chóng và rẻ tiền thông qua quá trình ép phun. Một loại nhựa nhiệt dẻo phổ biến được sử dụng là polypropylene, với các hạt được nung nóng đến khoảng 220 độ C, và chất lỏng nung chảy được bơm vào khuôn. Cổng miệng của khuôn thường được đặt ở chỗ ngồi, đảm bảo dòng chảy thông suốt đến tất cả các bộ phận của dụng cụ.
Gần một tỷ ghế monobloc đã được bán chỉ riêng ở châu Âu, với một nhà sản xuất Ý sản xuất hơn mười triệu chiếc mỗi năm. Nhiều biến thể thiết kế của ý tưởng cơ bản ra đời. Những chiếc ghế có giá khoảng 3,50 đô la để sản xuất, khiến chúng có giá cả phải chăng trên toàn thế giới. Thiết kế có thể xếp chồng lên nhau hỗ trợ rất nhiều trong việc nhanh chóng các cuộc tụ họp lớn rồi chồng lại để cất giữ những chiếc ghế sau đó. Ghế monobloc được sử dụng phổ biến ngoài trời vì các đặc điểm thiết kế như khe hở trên mặt ghế và tựa lưng để nước mưa và gió lọt qua và chân đế rộng giúp khó bị lật. Nhà lý thuyết xã hội Ethan Zuckerman mô tả chiếc ghế đã đạt được sự phổ biến trong việc toàn cầu hóa kinh tế. Ghế monobloc đã bị cấm sử dụng trong các không gian công cộng ở thành phố Basel, Thụy Sĩ trong thời gian ngắn từ năm 2008 đến năm 2017 để bảo tồn vẻ đẹp của cảnh quan thành phố.

## Triển lãm
- 2017: Monobloc. Một chiếc ghế dành cho thế giới tại Bảo tàng Thiết kế Vitra ở Weil am Rhein.[14]

## Hình ảnh

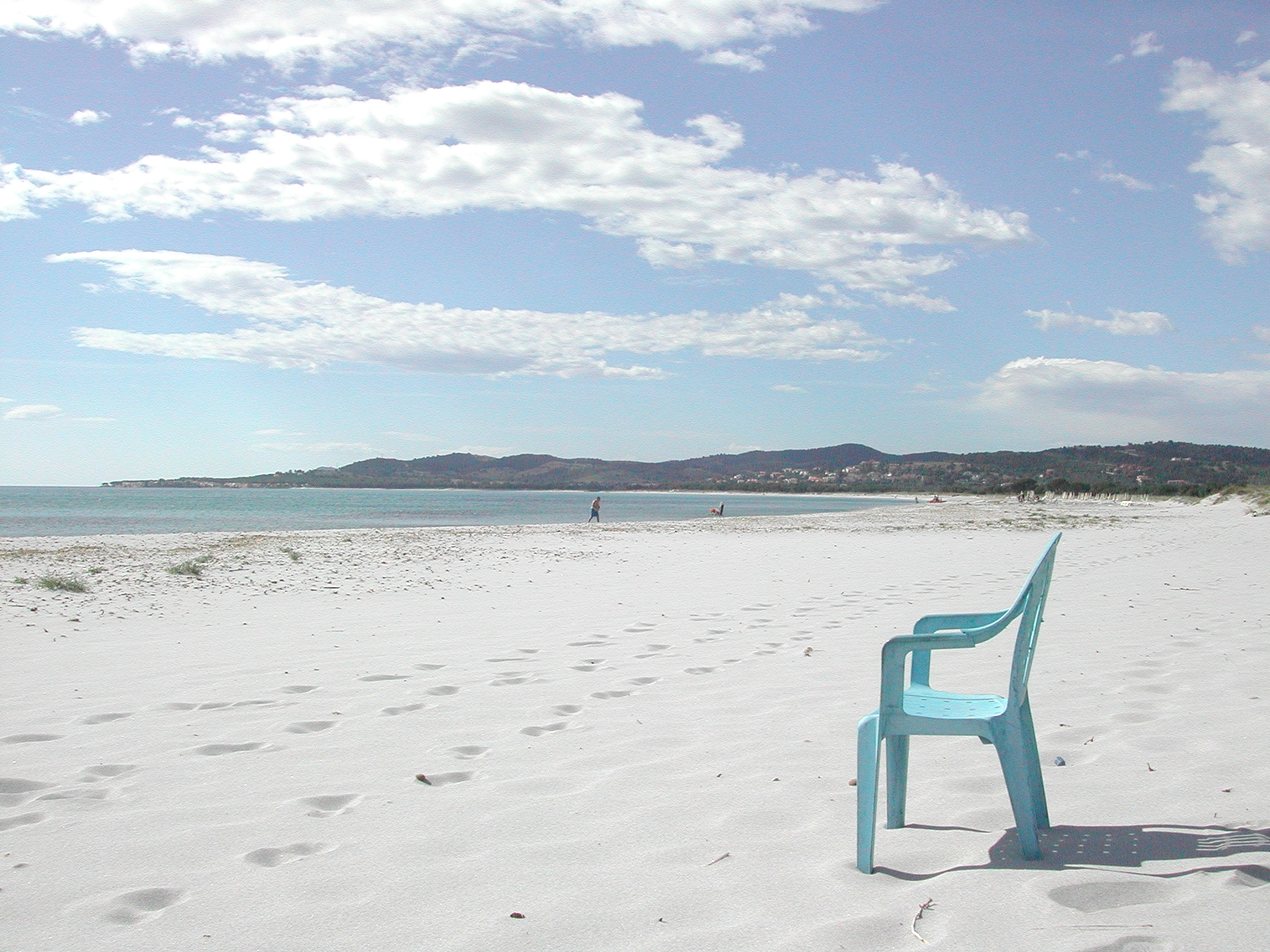
Một ghế monobloc được sử dụng ở bãi biển, nơi nó không bị cát và nước làm hỏng
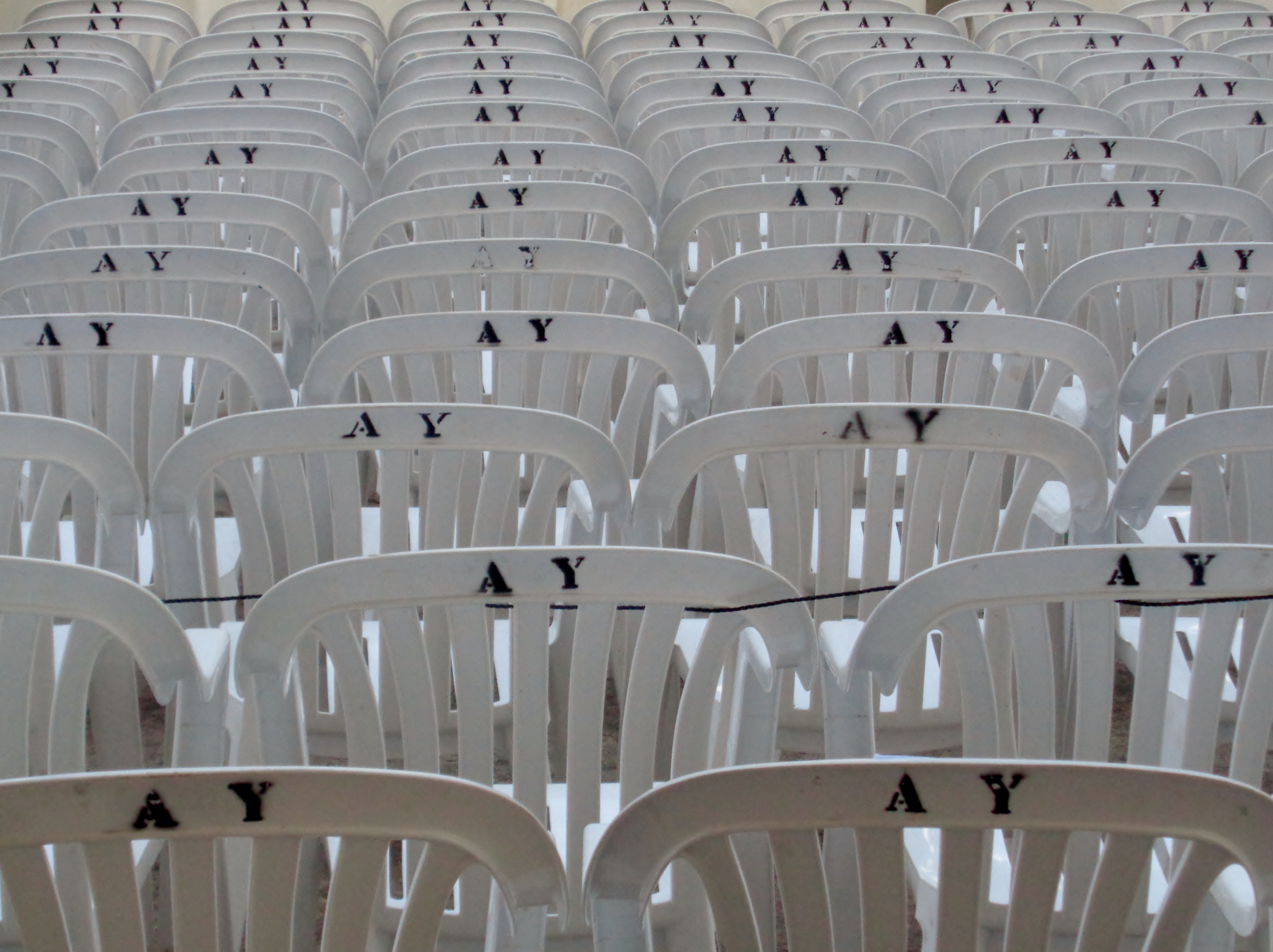
Ghế monobloc được sử dụng để làm chỗ ngồi cho một nhóm đông người
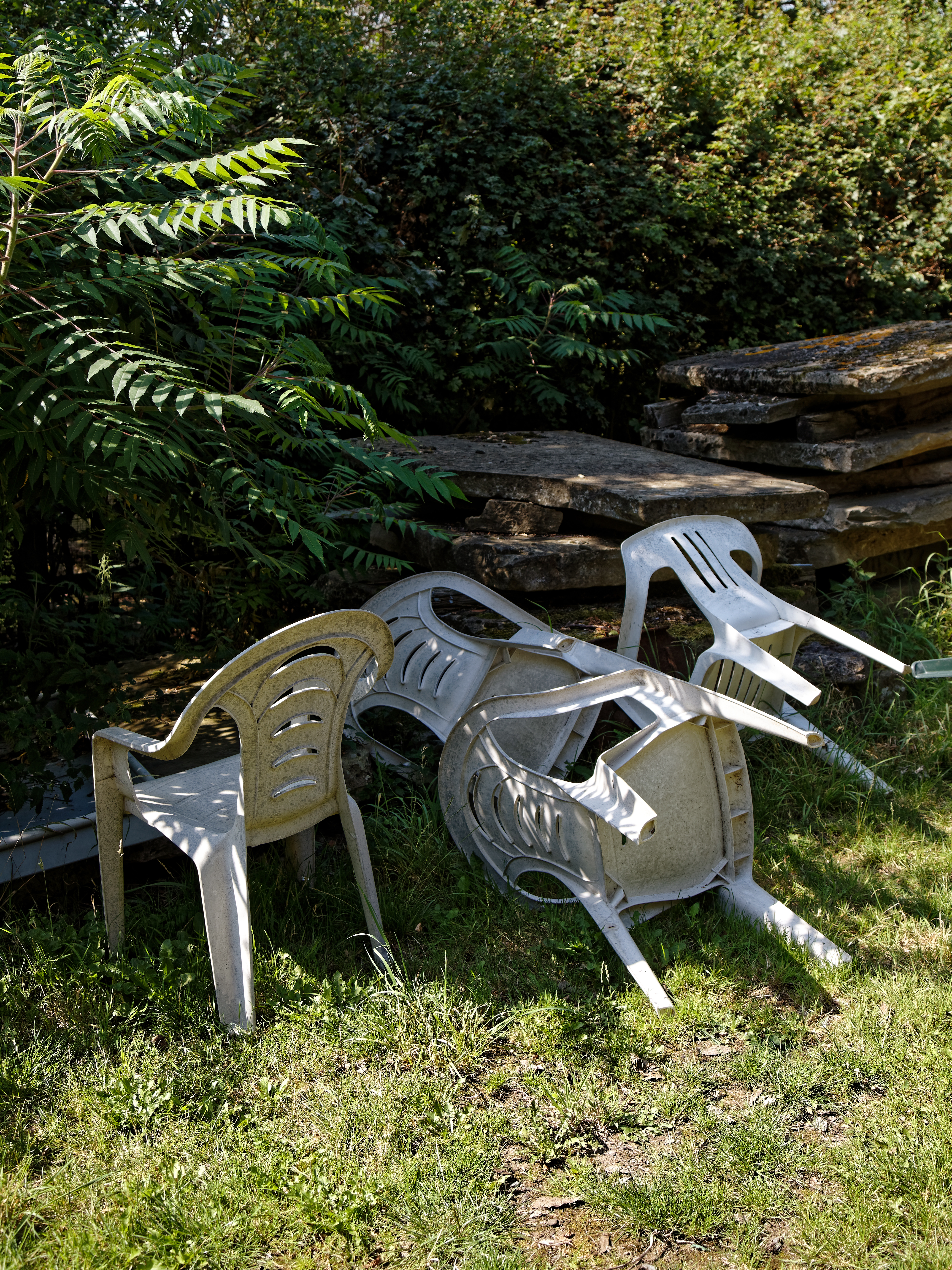
Ghế monobloc bị lật ngã
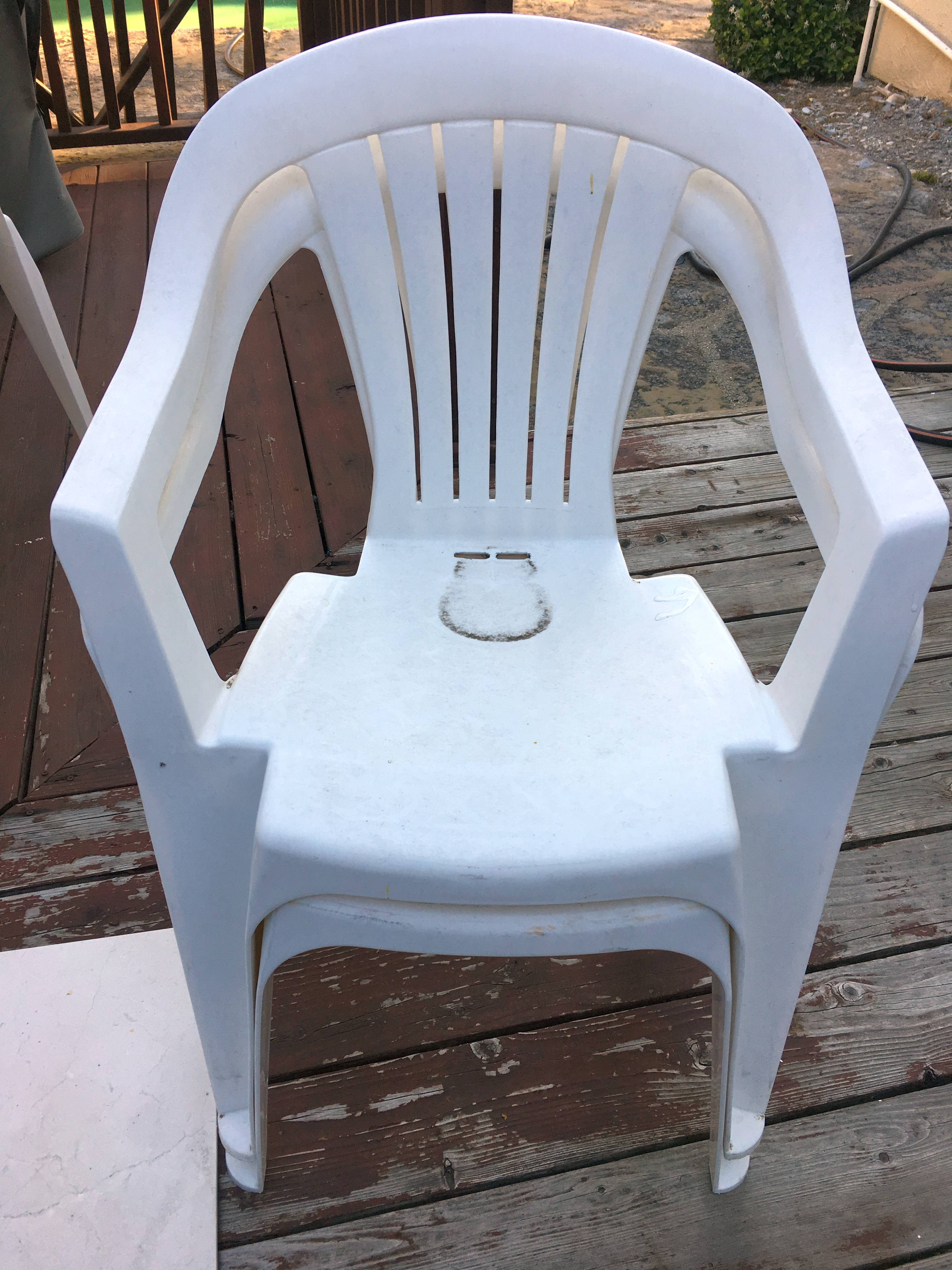
Hai chiếc ghế monobloc xếp chồng lên nhau
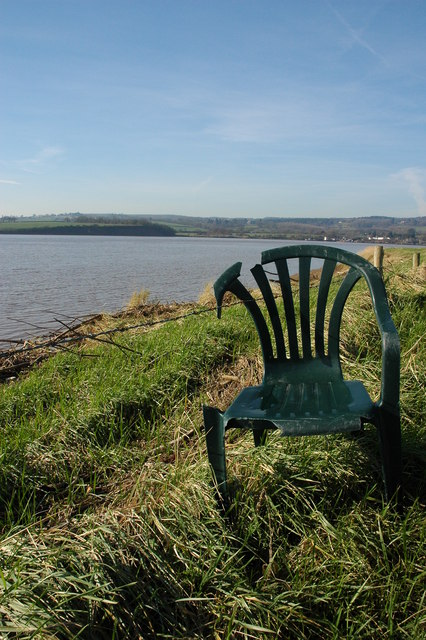
Monobloc trôi dạt mục nát (flotsam)